# Хокејашка лига СР Југославије 1996/97.
Хокејашка лига СР Југославије 1995/96. је било шесто такмичење организовано под овим именом.

## Систем такмичења
У регуларном делу наступила су пет клуба. Сваки клуб одиграо је по 12 меча. У плеј оф су се пласирала четири клуба. У плеј офу се играло на два добијена меча.
Шампион је постала Црвена звезда. То је клубу била четврта титула у Хокејашкој лиги СР Југославије.

## Клубови
| Клуб          | Град     | Арена                  | Капацитет | Основан |
| ------------- | -------- | ---------------------- | --------- | ------- |
| Војводина     | Нови Сад | Ледена дворана СПЕНС   | 1000      | 1957    |
| Црвена звезда | Београд  | Ледена дворана Пионир  | 2000      | 1946    |
| Партизан      | Београд  | Ледена дворана Пионир  | 2000      | 1948    |
| Спартак       | Суботица | Стадион малих спортова | 4000      | 1945    |
| Таш           | Београд  | Ледена дворана Пионир  | 2000      | 1995    |

## Табела
| #  | Клуб          | ИГ | Д | Н | ИЗ | ГД  | ГП  | Б  |
| -- | ------------- | -- | - | - | -- | --- | --- | -- |
| 1. | Црвена звезда | 12 | 9 | 1 | 2  | 89  | 48  | 19 |
| 2. | Војводина     | 12 | 9 | 0 | 3  | 103 | 37  | 18 |
| 3. | Партизан      | 12 | 8 | 0 | 4  | 97  | 71  | 16 |
| 4. | Таш           | 12 | 2 | 1 | 9  | 58  | 90  | 3  |
| 5. | Спартак       | 12 | 1 | 0 | 11 | 38  | 100 | 2  |

ИГ = одиграо, Д = победио, Н = нерешено, ИЗ = изгубио, ГД = голова дао, ГП = голова примио, Б = бодова

## Плеј оф

### Полуфинале 1
Црвена звезда - Таш 2:1
- Црвена звезда - Таш 3:7, 4:2, 5:0

### Полуфинале 2
Војводина - Партизан 2:0
- Војводина - Партизан 11:3, 6:5

### Финале
Црвена звезда - Војводина 2:0
- Црвена звезда- Војводина 6:2, 11:6

| Првак Хокејашке лиге СР Југославије 1996/97. |
| -------------------------------------------- |
| КХК Црвена звезда 4. Титула                  |